# استپان شاهینیان
استپان شاهینیان (ارمنی: Ստեփան Շահինյան؛ انگلیسی: Stepan Shahinyan؛ زاده ۷ مارس ۱۹۵۳) یک بازیگر اهل ارمنستان است. وی از سال میلادی تا کنون فعالیت می‌کند.

## گزیده فیلم‌شناسی
از فیلم‌ها یا برنامه‌های تلویزیونی که وی در آن نقش داشته است می‌توان به رفیق پانجونی، یک قطره عسل اشاره کرد. 